# 基爾尼奇河
49°47′15″N 12°35′02″E / 49.78747°N 12.58381°E

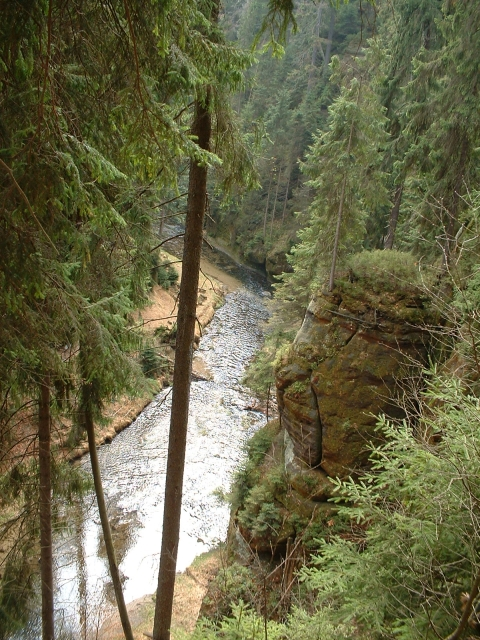

基爾尼奇河是歐洲的河流，流經德國薩克森州和捷克，屬於易北河的右支流，河道全長45公里，流域面積140平方公里，河口處在巴特尚道。